# Rophites nigripes
Rophites nigripes là một loài Hymenoptera trong họ Halictidae. Loài này được Friese mô tả khoa học năm 1902.